# Karl Böhme (Politiker)

Karl Böhme

Karl Böhme (* 17. Juli 1877 in Jura, Kreis Ragnit, Ostpreußen; † 1940 in Brasilien) war ein deutscher Politiker (DSRP, DDP), Nationalökonom und Bauernfunktionär. Er war von 1907 bis 1912 und 1913 bis 1924 Mitglied des Reichstages.

## Leben und Beruf
Nach dem Besuch der Gymnasien in Lyck und Insterburg studierte Böhme, der evangelischer Konfession war, Volkswirtschaft und Geschichte in Straßburg, Leipzig und Berlin. Während seines Studiums wurde er Mitglied beim Verein Deutscher Studenten Berlin. Nachdem er 1901 mit einer Arbeit über gutsherrlich-bäuerliche Verhältnisse in Ostpreußen zum Doktor der Philosophie promoviert worden war, arbeitete er als wissenschaftlicher Assistent des Berliner Nationalökonomen Max Sering. 
Es folgten Tätigkeiten bei der Zentrale für private Fürsorge, beim Reichsverband gegen die Sozialdemokratie und als Syndikus bzw. ab 1909 Geschäftsführer des Deutschen Bauernbundes. Als Nationalökonom und Wirtschaftshistoriker publizierte Böhme Schriften über Zoll- und Handelspolitik, innere Kolonisation, Geschichte der Landbevölkerung sowie Vererbung des ländlichen Grundbesitzes. Während des Ersten Weltkrieges gehörte er dem Beirat des Kriegsernährungsamtes an. 

## Partei
Böhme gehörte zunächst der antisemitischen Deutschsozialen Reformpartei an, verließ diese aber bereits 1910 und blieb – trotz weiterer politischer Aktivität – bis zum Ende des Kaiserreichs parteilos. Er beteiligte sich 1918 an der Gründung der Deutschen Demokratischen Partei (DDP), deren Vorstand er von 1919 bis 1925 angehörte. 1925 trat er zur Deutschen Volkspartei (DVP) über, ohne jedoch dort weiter in Erscheinung zu treten.

## Abgeordneter
Böhme gehörte zunächst von 1907 bis 1912 für den Reichstagswahlkreis Regierungsbezirk Kassel 5 (Marburg-Kirchhain-Frankenberg) dem Reichstag an. In dieser Zeit saß er zunächst in der Fraktion Wirtschaftliche Vereinigung, zu der sich die Abgeordneten verschiedener Antisemitenparteien zusammengeschlossen hatten; ab 1910 war er fraktionslos. Im Juli 1913 kehrte er in einer Nachwahl für den ausgeschiedenen Abgeordneten des Wahlkreises Magdeburg 1 (Salzwedel-Gardelegen), Jordan von Kröcher, in das Parlament zurück und schloss sich der Fraktion der Nationalliberalen Partei als Hospitant an. 
Nach dem Zusammenbruch des Kaiserreiches und der Ausrufung der Republik war Böhme 1919/20 Mitglied der Weimarer Nationalversammlung, wo er den Wahlkreis 12 (Regierungsbezirk Magdeburg und Freistaat Anhalt) vertrat. Anschließend war er bis Dezember 1924 erneut Reichstagsabgeordneter.